# Піде (страва)
Піде (тур. Pide) — турецька та кримськотатарська страва, що нагадує піцу. Складається з хлібних коржів у формі човника, на які укладаються: м'ясний фарш (зазвичай баранина), помідор і/або томатний соус, перець болгарський, цибулю, часник, зелень, перець чорний. Іншим поширеним варіантом є піде з сиром та яйцем.

## Галерея

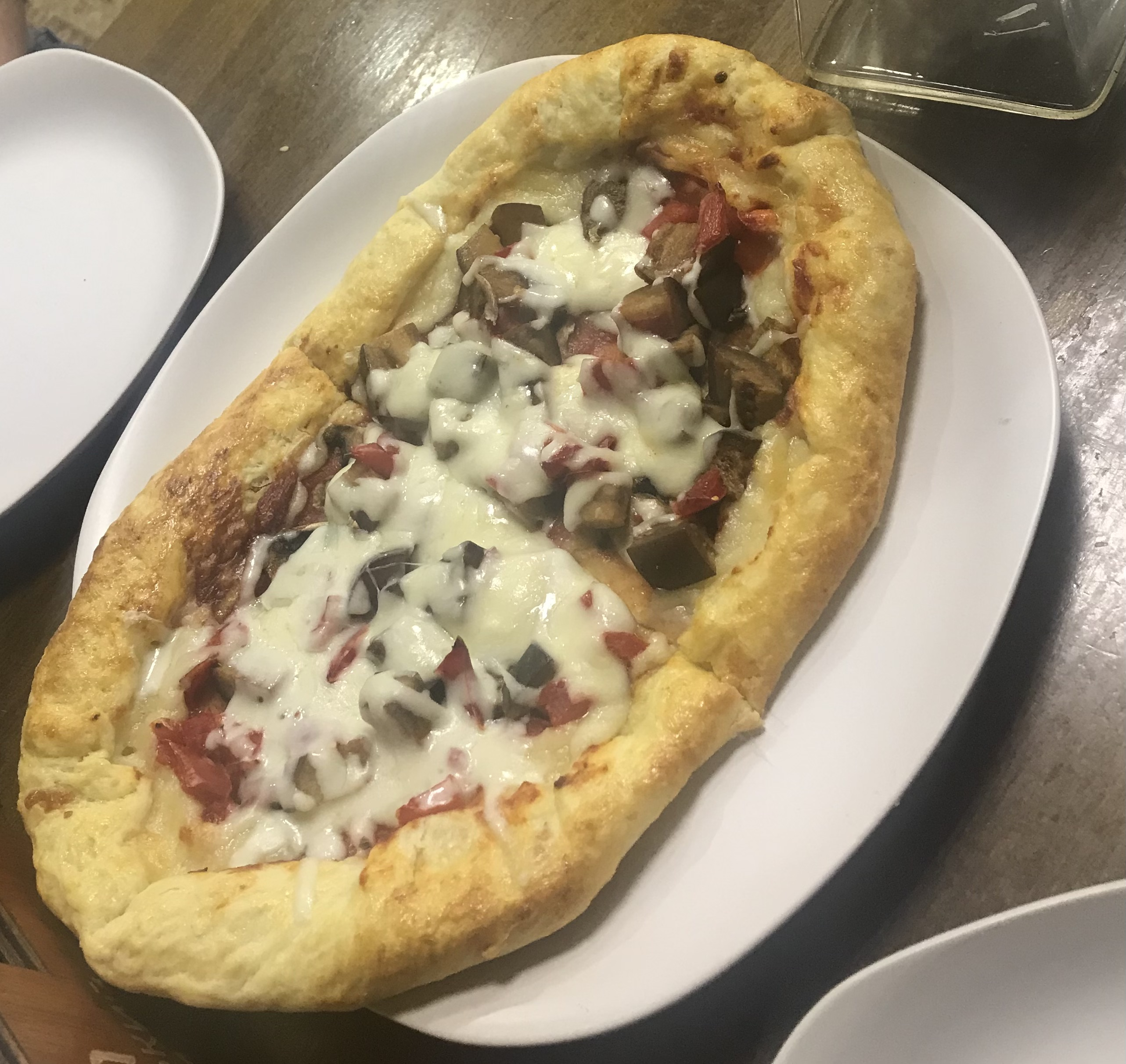
Піде у Львові